# Tramway de la Trinité à Étel
Le tramway de la Trinité à Étel est une ancienne ligne de chemin de fer d’intérêt local à écartement de voie de 60 cm puis métrique du département du Morbihan, longue de 21 km, reliant la Trinité-sur-Mer à Étel, et croisant à Plouharnel l'antenne vers Quiberon du P.O.

## Chronologie
Dates importantes de ce réseau.
- 10 avril 1901 : ouverture du tronçon de Plouharnel-Carnac à Étel par la société du tramway de la Trinité à Étel
- 22 juin 1901 : ouverture du tronçon de Plouharnel-Carnac à La Trinité-sur-Mer
- 19 octobre 1901 : déclaration d’utilité publique[2]
- 1914, début septembre : suspension du service, dépose de la voie
- 17 juillet 1922 : réouverture de la ligne en écartement métrique ; exploitation en régie (décret du 31 mars 1921 autorisant le département à racheter la ligne et à l'exploiter en régie pendant deux ans[3] ; puis décret du 25 mars 1924 prorogrant cette date limite ; puis décret du 17 janvier 1928 autorisant, à titre définitif, le département du Morbihan à exploiter la ligne en régie).
- 8 mars 1928 : déclaration d'utilité publique pour la création d'une gare à Erdeven[4]
- 1er janvier 1934 : exploitation confiée aux chemins de fer du Morbihan
- 23 août 1935 : officialisation de l'intégration de la ligne au réseau concédé aux chemins de fer du Morbihan.
- 13 novembre 1935 : fin du service
- 9 avril 1940 : déclassement de la ligne[5]

## Historique

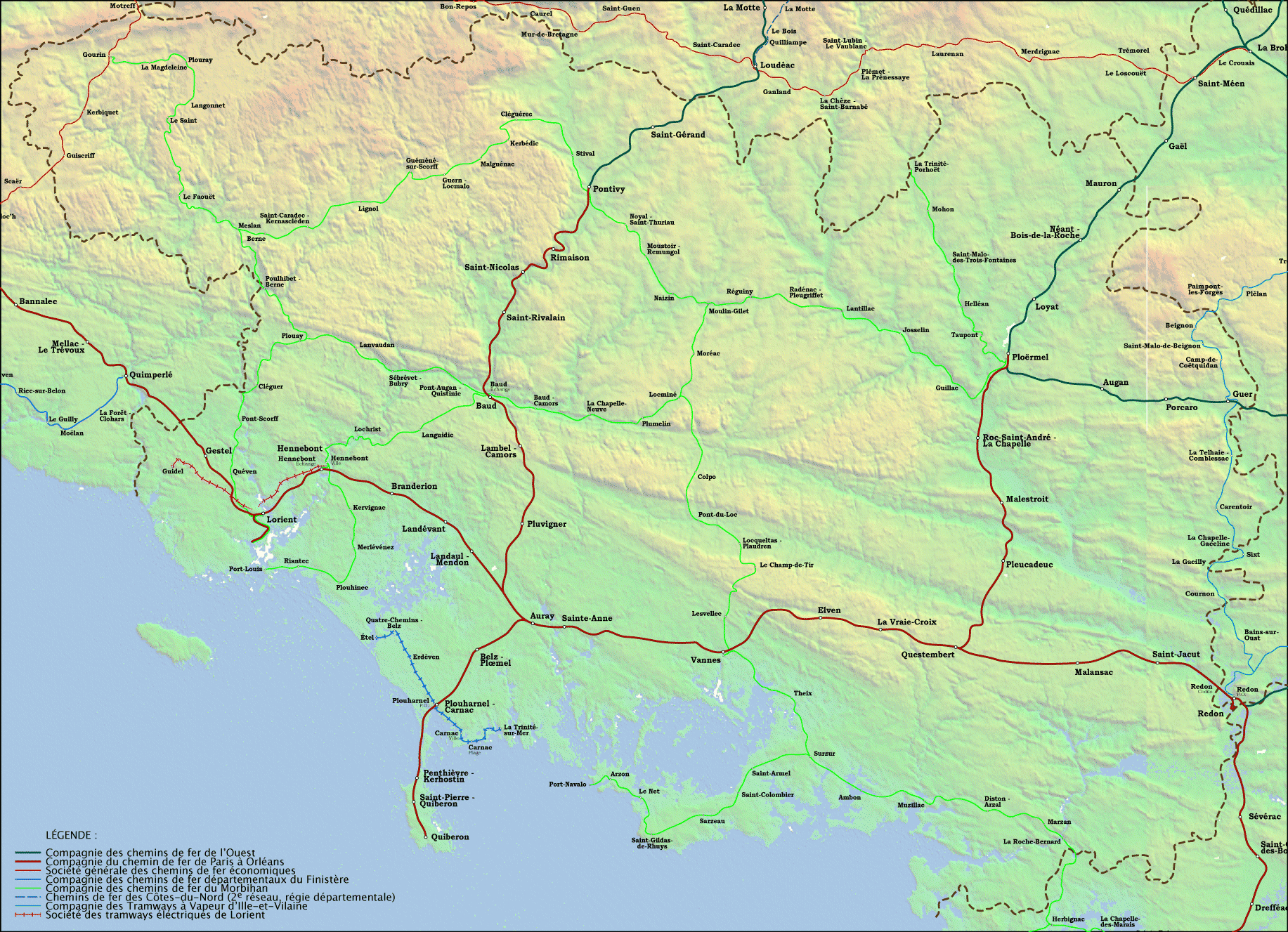
Le réseau morbihannais à son apogée.

À l’origine, cette ligne a été construite à l’écartement de 60 cm. Elle fut ouverte en 1901 et exploitée par la « société du tramway de la Trinité à Étel » (TTE), rétrocessionnaire de la concession accordée par le département à M. Payot. Cet entrepreneur envisageait, à la même époque, la construction d’une ligne de tramway similaire sur Belle-Île, entre la pointe des Poulains et les aiguilles de Port-Coton par Le Palais, mais ce projet ne fut pas réalisé. Pressé, il n’attendit pas la déclaration d’utilité publique, qui n’intervint qu’après la première saison de service, et ne fit qu’entériner un état de fait.
Le choix de l’écartement inhabituel de 60 cm s’explique par la publicité que faisait à l’époque Decauville pour cette technique ; de nombreux chemins de fer et tramways côtiers utiliseront cet écartement. Cependant, cet écartement ayant été plébiscité par l’Armée, la ligne connut un funeste sort pendant la Première Guerre mondiale, l'artillerie du Camp retranché de Paris ayant réquisitionné le matériel et déposé la voie. De plus, le concessionnaire ayant revendu le matériel que l’Armée lui avait rendu afin d’éponger ses dettes, l’exploitation ne peut pas reprendre après la guerre.
Face à cette situation, le département décide le rachat de la concession, et la reconstruction de la ligne. Après avoir hésité sur l’écartement à utiliser et d’éventuelles extensions à construire, la ligne est finalement reconstruite suivant son strict itinéraire originel mais à l’écartement métrique.
L’exploitation ne reprend qu’en 1922 par la « régie du tramway d’Étel à La Trinité », les chemins de fer du Morbihan n’étant pas volontaires. En 1934, après plusieurs autres tentatives infructueuses, l’exploitation est finalement confiée à la « compagnie des Chemins de fer du Morbihan », mais est rapidement transférée sur route, et tout trafic est arrêté en novembre 1935.

## Exploitation
Avant 1914, il existait  trois à cinq courses quotidiennes et en toute saison. Le service augmenta après la reprise de la ligne en régie, atteignant sept aller-retour vers La Trinité et quatre vers Étel.

## Matériel roulant

### À voie de 60
Le concessionnaire originel disposait de six locomotives pour assurer le service : 

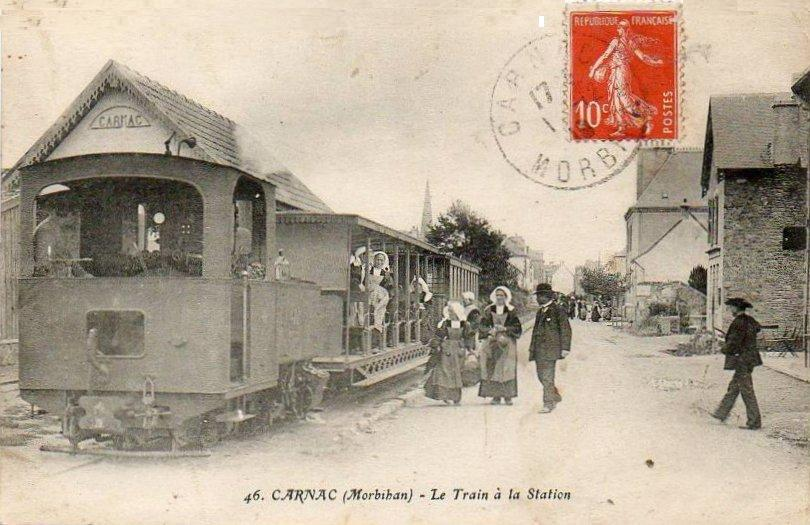
Carnac - Locomotive 021 T Decauville de 7,5 t à vide et 9,750 t en ordre de marche

- trois locomotives de type 021T Decauville,
  - no 1 « Étel »,
  - no 2 « la Trinité »
  - no 3 « Carnac »,
- trois locomotives 030T Orenstein & Koppel nos 1 à 3, ces trois dernières venant remplacer les Decauville rapidement usées. Elles furent ensuite revendues à la poudrerie de Bergerac pour la desserte de son usine.

Le matériel remorqué était constitué de :
- sept voitures Decauville à bogies :
  - quatre fermées,
  - trois ouvertes ;
- dix wagons de marchandises.

### À voie métrique
Le département utilisa, pour la reconstruction de la ligne, la locomotive 030T Pinguély no 29 des chemins de fer du Morbihan, et du matériel remorqué loué à cette compagnie et à celle du tramway de Lorient.
Il fit ensuite l’acquisition de :
- quatre locomotives 030T Corpet-Louvet, nos 1 à 4,
- une locomotive 030T Pinguély, no 38, des chemins de fer du Morbihan,
- six voitures,
- trois fourgons,
- seize wagons de marchandises.

Enfin, afin d’essayer de contrer la concurrence routière, la régie fit l’acquisition en 1930 d’un autorail De Dion-Bouton de type JM3 no 101.
Ce matériel fut en partie réutilisé ultérieurement sur le réseau des chemins de fer du Morbihan.